# Megisba siebersi
Megisba siebersi är en fjärilsart som beskrevs av Lambertus Johannes Toxopeus 1927. Megisba siebersi ingår i släktet Megisba och familjen juvelvingar. Inga underarter finns listade i Catalogue of Life.